# Zimirina cineris
Zimirina cineris är en spindelart som beskrevs av Cooke 1964. Zimirina cineris ingår i släktet Zimirina och familjen Prodidomidae.
Artens utbredningsområde är Kanarieöarna. Inga underarter finns listade i Catalogue of Life.